# Schlesische Funkstunde

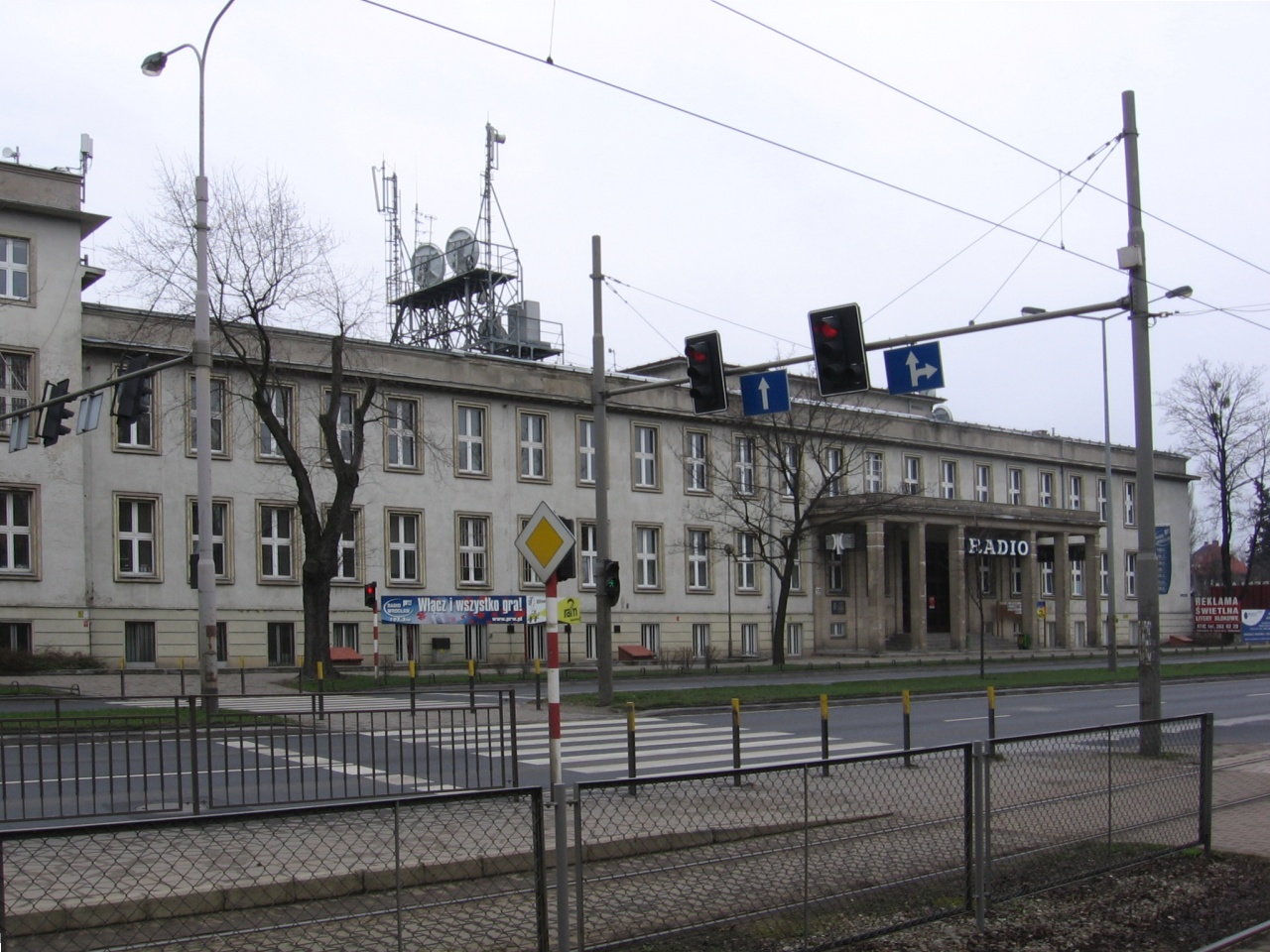
Siedziba Schlesische Funkstunde przy dzisiejszej ulicy Karkonoskiej

Schlesische Funkstunde AG (SFAG, pol. Śląska Audycja Radiowa S.A.) – prywatna rozgłośnia radiowa we Wrocławiu, istniejąca w latach 1924–1932.
Powołana 4 kwietnia 1924 z inicjatywy fizyka, Otto Lummera, zarejestrowana 2 maja, rozpoczęła nadawanie 26 maja. 1 lipca 1924 wyemitowała pierwsze reklamy. Początkowo nadawała z siedziby Wyższego Urzędu Górniczego (Oberbergamt) na Hindenburgplatz (dzisiejszy Plac Powstańców Śląskich). W grudniu 1925 oddano na jej użytek nowy budynek przy Sudetenlandstrasse (dzisiejsza ulica Karkonoska). Stacja była członkiem Towarzystwa Radiowego Rzeszy (Reichs-Rundfunk-Gesellschaft).
Od listopada 1925 spółka posiadała także radiostację w Gliwicach.
Pisarz Friedrich Bischoff, który był kierownikiem artystycznym stacji, wprowadził nowy typ audycji radiowej Hörfolge. 14 grudnia 1929 rozgłośnia wyemitowała słuchowisko Leben in dieser Zeit Ericha Kästnera, jedno z pierwszych w języku niemieckim. 
W 1932 spółka akcyjna została przekształcona w spółkę z ograniczoną odpowiedzialnością a następnie upaństwowiona.
Oficjalnym tytułem prasowym rozgłośni był „Schlesische Funkstunde. Das offizielle Organ des Breslauer Senders”, potem zastąpiony przez „Schlesische Funkwoche”.
Następczynią Schlesische Funkstunde była państwowa rozgłośnia Reichssender Breslau. Obecnie w budynkach SFAG mieści się Radio Wrocław.

## Władze SFAG
Założyciele
- Otto Lummer
- L. Bathoff
- H. Mikeska
- F. Schneiderhan
- A. Vogt

Przewodniczący rady nadzorczej (Vorsitzender des Aufsichtsrates)
- Otto Lummer (1924–1925)
- H. Zimmer (1925–1926)
- E. Zorek (1926–1931)

Prezes zarządu (Vorstandsvorsitzender)
- A. Vogt (1924–1926)
- W. Hadert (1926)
- F.W. Odendahl (1926–1928)
- W. Hadert (1928–1931)

Kierownik muzyczny
- E. Mehlich (1924)
- E. Nick (1924–1933)

Kierownik artystyczy
- F.E. Bettauer (1924–1925)
- Friedrich Bischoff (1925–1929)

Intendent
- Friedrich Bischoff (1929–1933)